# Ion Drîmbă
Ionel Alexandru (Ion) Drîmbă (Timișoara, 18 maart 1942 - 20 februari 2006) was een Roemeens schermer.
Drîmbă won tijdens de Olympische Zomerspelen 1968 de gouden medaille met de floret. Drîmbă won met de Roemeense floretploeg een gouden en één bronzen medaille tijdens de wereldkampioenschappen. In 1970 vroeg hij asiel aan in West-Duitsland. Drîmbă werkte als schermcoach in diverse landen.

## Resultaten

### Olympische Zomerspelen
| Jaar | Plaats      | Resultaten                                            |
| ---- | ----------- | ----------------------------------------------------- |
| 1960 | Rome        | 2e ronde poule floret                                 |
| 1964 | Tokio       | 9e floret 6e floret team 7e sabel team KF poule sabel |
| 1968 | Mexico-stad | floret 4e floret team                                 |

### Wereldkampioenschappen schermen
| Jaar | Plaats   | Resultaten  |
| ---- | -------- | ----------- |
| 1967 | Montreal | floret team |
| 1969 | Havana   | floret team |

1896: Eugène-Henri Gravelotte ·
1900: Émile Coste ·
1904: Ramón Fonst ·
1912: Nedo Nadi ·
1920: Nedo Nadi ·
1924: Roger Ducret ·
1928: Lucien Gaudin ·
1932: Gustavo Marzi ·
1936: Giulio Gaudini ·
1948: Jéhan de Buhan ·
1952: Christian d'Oriola ·
1956: Christian d'Oriola ·
1960: Viktor Zjdanovitsj ·
1964: Egon Franke ·
1968: Ion Drîmbă ·
1972: Witold Woyda ·
1976: Fabio Dal Zotto ·
1980: Vladimir Smirnov ·
1984: Mauro Numa ·
1988: Stefano Cerioni ·
1992: Philippe Omnès ·
1996: Alessandro Puccini ·
2000: Kim Young-ho ·
2004: Brice Guyart ·
2008: Benjamin Kleibrink · 
2012: Lei Sheng · 
2016: Daniele Garozzo · 
2020: Cheung Ka-long · 
2024: Cheung Ka-long